# S-13
Lo S-13 era un sommergibile a propulsione diesel-elettrica della classe Srednaya (conosciuta ufficiosamente anche come classe Stalinets) in servizio durante la grande guerra patriottica.

## Storia
Decima unità della Classe Srednaya serie IX il sommergibile S-13 fu impostato presso il Cantiere navale N.112 Krasnoye Sornovo a Gor'kiy il 19 ottobre 1938, varato il 25 aprile 1939 ed entrò in servizio il 31 luglio 1940, in piena seconda guerra mondiale.
Entrato in servizio nella Flotta del Baltico, fu affidato al comando del capitano Pyotr Petrovič Malanchenko.
Il 3 settembre 1942 lo S-13 salpò dall'isola di Lavansaari per un servizio di pattugliamento di guerra.
L'11 dello stesso mese affondò nel golfo di Botnia la nave mercantile finlandese Hera da 1.379 tonnellate, e il giorno dopo il mercantile, sempre finlandese, Jussi H. da 2.325 tonnellate.
Il 17 settembre, mentre si trovava in pattugliamento nel golfo di Botnia, attaccò un bersaglio identificato come una nave mercantile da 3.000 tonnellate, lanciando due siluri che mancarono il bersaglio.
Il 18 settembre attaccò il mercantile olandese, requisito dai tedeschi, Anna W. da 290 tonnellate affondandolo a cannonate nel golfo di Botnia a circa 2 miglia nautiche a est di Kaskinen, Finlandia.
Il 15 ottobre, mentre ritornava alla base di partenza fu attaccato al largo di Vaidlo dai cacciasommergibili finlandesi VMV-13 e VMV-15. Durante l'immersione rapida il sottomarino toccò il fondale, danneggiando gravemente il suo timone e distruggendone i meccanismi di comando. Il successivo attacco con le bombe di profondità peggiorò il danno, ma lo S-13 riuscì a fuggire e ritornò a Kronštadt.
All'inizio del 1943 il comando dello S-13 fu assunto dal capitano di corvetta Aleksandr Ivanovič Marinesko, mentre il sommergibile si trovava in cantiere per le opportune riparazioni, ritornando pienamente operativo verso la metà dello stesso anno.
Il 9 ottobre 1944 l'S-13 attaccò un bersaglio identificato come un mercantile da 5.000 tonnellate, lanciando quattro siluri contro il peschereccio tedesco Siegfried da 563 tsl. che mancarono tutti il bersaglio. Lo Sigfried fu quindi attaccato con il cannone a nord della baia di Danzica, ma seppure danneggiato riuscì a rientrare a rimorchio nel porto di Danzica.
Il 31 dicembre 1944 il Comando della Flotta di Kronstadt emanò l'ordine a tutti i sommergibili di tenersi pronti ad appoggiare la grande offensiva che l'Armata Rossa avrebbe lanciato entro poco tempo. L'S-13 salpò dal porto di Turku l'11 gennaio 1945, e il giorno dopo, 150 divisioni sovietiche lanciarono un attacco su un fronte di 1.200 km, dal Baltico al Danubio che sfondò le difese tedesche in molti punti, dando inizio ad una precipitosa ritirata. Nelle regioni baltiche oltre 2.500.000 di persone affluirono nel golfo di Danzica, concentrandosi in particolare nei porti di Königsberg, Pillau, Danzica e Gotenhafen. Il 21 dello stesso mese il Grande ammiraglio Karl Dönitz diede il via all'Operazione Annibale.
Posizionatosi nelle vicinanze di Kolberg già il giorno 13, il sommergibile S-13 fu attaccato più volte da torpediniere tedesche, ma il giorno 30 Marinesko affondò con quattro siluri la nave passeggeri Wilhelm Gustloff da 19.350 tsl, che trasportava all'incirca 10.582 persone tra cui 918 ufficiali e marinai della 2ª Divisione Addestramento Sommergibili di Gotenhafen. Le vittime furono 9.343, e sulla via del rientro il sommergibile affondò anche il mercantile tedesco General Von Steuben da 13.300 tsl causando la morte di altre 3.640 persone.  Arrivato alla base di Turku Marinesko rivendicò erroneamente l'affondamento dell'incrociatore leggero Emden, e fu solo verso la fine del mese di febbraio che divenne chiaro al Comando della Flotta Sovietica del Baltico che egli aveva affondato una grande nave passeggeri.
Radiato dal servizio il 7 settembre 1954, il sottomarino S-13 fu demolito a partire dal 17 dicembre 1956, con i lavori che terminarono nel 1959.

### Annotazioni
1. ↑  Si trattava di Prussia orientale, Pomerania Orientale e Curlandia.
2. ↑  Secondo la testimonianza di Heinz Schon, imbarcato sulla nave in qualità di assistente del commissario di bordo.
3. ↑  L'unità era salpata da Pillau carica di soldati e di feriti.

### Fonti
1. ↑  Mazza 2009, p. 48.
2. 1 2  Polmar, Noot 1991, p. 269.
3. 1 2 3 4 5 6 7  U-Boat.
4. 1 2  Mazza 2009, p. 51.
5. 1 2 3  Mazza 2009, p. 52.
6. ↑  Mazza 2009, p. 56.
7. ↑  Mazza 2009, p. 57.
8. 1 2  Mazza 2009, p. 58.